# DREAM BOY
DREAM BOY（DREAM BOYS）（ドリーム・ボーイ(ズ)）是一部日本的舞臺劇作品。
《Dream Boys》是傑尼斯出品的夢幻長壽劇之一，2004年由瀧澤秀明第一次主演，以少年的夢想、挫折與友情為主題，除了精彩的演技，觀眾還能領略到飛行、雜技和拳擊等多種元素融合的舞臺表演，2005年由KAT-TUN與關8主演名為「Hey! Say! Dream Boy」、2006年之後由龜梨和也主演。
作・構成・出品人為Johnny喜多川。
音樂總監為堂本光一（KinKi Kids)。
日文簡稱「ドリボ」「ドリボズ」。

## DREAM BOY
由瀧澤秀明主演・初公演時成為最年少座長。2004年1月8日 - 1月31日在帝國劇場上演。

### 出演
- 瀧澤秀明（瀧與翼）
- 藥師寺保榮
- 真琴つばさ
- KAT-TUN
- 關8
- 藪宏太（當時Ya-Ya-yah、現為Hey! Say! JUMP）
- 伊野尾慧（現為Hey! Say! JUMP）
- 松本光平
- A.B.C.
- Johnny's Jr.

## DREAM BOY「瀧澤秀明編」「KAT-TUN&關8篇」
1月宣佈舞台再公演、2004年5月8日 - 5月23日在梅田藝術劇場上演「瀧澤秀明篇」、4月30日 - 5月7日則由龜梨和也主演以「KAT-TUN&關8篇」上演。

### 出演
- 瀧澤秀明
- KAT-TUN（田口淳之介因膝傷不能參與演出）
- 關8（錦戶亮・內博貴因NEWS的活動所以不參與演出）
- 伊野尾慧（現為Hey! Say! JUMP）
- 松本光平

## Hey! Say! Dream Boy
由龜梨和也主演、2005年4月27日 - 5月15日在梅田藝術劇場上演。插曲加入龜梨和也的Solo曲"青春Amigo"及"絆"。5月5日晚場為本劇第100場公演。

### 出演
- KAT-TUN（赤西仁因連續劇anego不參與出演）
- 關8（村上信五不參與出演。内博貴因病途中辭演）

## DREAM BOYS

### 2006年
由龜梨和也・澀谷昴主演、2006年1月3日 - 1月29日在帝國劇場上演。錦戶亮因NEWS及其個人演唱會在1月12日撞期。其間由戸塚祥太（A.B.C.）代為演出。
KAT-TUN在此舞台演出後、出席在東京Prince Hotels發表CD出道記者招待會。

#### 出演
- KAT-TUN
- 關8
- A.B.C.
- Kis-My-Ft2
- 中島裕翔
- 森本龍太郎
- 山田涼介
- 有岡大貴
- 伊野尾慧
- 後藤泰観
- 冨田真央

### 2007年
由龜梨和也主演、2007年9月5日-9月30日在帝國劇場上演。9月11日早場是龜梨主演的第100場公演。

#### 出演
- 龜梨和也（KAT-TUN）
- 田中聖（KAT-TUN）
- 屋良朝幸（Musical Academy・舞闘冠）
- A.B.C.
- Kis-My-Ft2
- 真琴つばさ
- 前田美波里
- 森本慎太郎

### 2008年
由龜梨和也主演、2008年3月4日-3月30日在帝國劇場、2008年4月4日 - 4月16日在梅田藝術劇場Main Hall上演。3月8日夜場為本劇第200場公演。

#### 東京公演cast
- カズヤ - 龜梨和也（KAT-TUN）
- コウキ - 田中聖（KAT-TUN）
- ヤブ - 薮宏太（Hey! Say! JUMP）
- A.B.C.
- Kis-My-Ft2
- ユウキ - 森本慎太郎、京本大我、森田美勇人（隔日交替出演）
- 鳳蘭
- 真琴つばさ
- ジャニーズJr.

#### 大阪公演cast
- カズヤ - 龜梨和也（KAT-TUN）
- コウキ - 田中聖（KAT-TUN）
- ヤブ - 薮宏太（Hey! Say! JUMP）※特別Guest（4月8日 - 4月12日）
- ダイチ - 中田大智（BOYS）
- ユウキ - 森田美勇人、藤原丈一郎
- 玉森裕太（Kis-My-Ft2）
- 宮田俊哉（Kis-My-Ft2）
- 二階堂高嗣（Kis-My-Ft2）
- 千賀健永（Kis-My-Ft2）
- 横尾渉（Kis-My-Ft2）
- 塚田僚一（當時A.B.C.,現在為A.B.C-Z）
- 五関晃一（當時A.B.C.,現在為A.B.C-Z）
- 鳳蘭
- 伊央里直加
- 神山智洋（当時TOP Kids・Hey! Say! 7 West,現在為Johnny's WEST）
- 濱田崇裕（当時BOYS,現在為Johnny's WEST）
- 千崎涼太（当時OSSaN）
- 関西* Johnny's Jr.

### 2009年
由龜梨和也主演、2009年9月4日 - 9月29日在帝國劇場、2009年10月13日 - 10月25日在梅田藝術劇場Main Hall上演。
9月11日是龜梨主演的第200場公演。10月18日夜場為本劇第300場公演。

#### 出演
- 龜梨和也（KAT-TUN）
- 澀谷昴（關8）
- 手越祐也（NEWS）
- 真琴つばさ
- 峰さを理
- 大塚祐哉、今野貴之（隔日交替出演）
- A.B.C-Z
- Mis Snow Man
- Johnny's Jr.

### 2011年
由龜梨和也主演、2011年9月4日 - 9月29日帝國劇場上演予定38場。帝劇100周年記念公演。

#### 出演
- 龜梨和也（KAT-TUN）
- 田中聖（KAT-TUN）
- 中丸雄一（KAT-TUN）
- 真琴つばさ
- 前田美波里

### 2012年
由龜梨和也主演、2012年9月3日 - 9月29日帝國劇場上演。

#### 出演
- 龜梨和也（KAT-TUN）
- 八乙女光（Hey! Say! JUMP）
- 玉森裕太（Kis-My-Ft2）
- 千賀健永（Kis-My-Ft2）
- 宮田俊哉（Kis-My-Ft2）
- Snow Man
- 鳳蘭

## DREAM BOYS JET
由玉森裕太從龜梨和也接棒主演

### 2013年
- 玉森裕太（Kis-My-Ft2）
- 千賀健永（Kis-My-Ft2）
- 宮田俊哉（Kis-My-Ft2
- 鳳蘭
- 近藤真彦（特別出演）

## DREAM BOYS

### 2014年
- 玉森裕太（Kis-My-Ft2）
- 千賀健永（Kis-My-Ft2）
- 宮田俊哉（Kis-My-Ft2）
- 鳳蘭
- 紫吹淳
- 平野紫耀・永瀬廉（關西Johnny's Jr．）
- 高橋海人（Johnny's Jr.）

### 2015年
DREAM BOYS史上初次雙陣容主演，主演陣容主演者分別為玉森裕太（9月3日 - 9月30日）及中山優馬（9月12日 - 9月20日）
- 玉森裕太陣容
  - 玉森裕太（Kis-My-Ft2）
  - 千賀健永（Kis-My-Ft2）
  - 宮田俊哉（Kis-My-Ft2）

- 中山優馬陣容
  - 中山優馬
  - 菊池風磨（Sexy Zone）
  - マリウス葉（Sexy Zone）

### 2016年
由玉森裕太為主演的Dream Boys於9月3日 - 9月30日期間公演。於劇中飾演音樂製作人宮田俊哉旗下的音樂團隊，發表組成期間限定團體。以跳舞、唱歌及滑輪作為重點的成員被選出，由Johnny喜多川命名為「Johnny's 5」。
- 玉森裕太（Kis-My-Ft2）
- 千賀健永（Kis-My-Ft2）
- 宮田俊哉（Kis-My-Ft2）
- Johnny's 5（高橋海人、橋本涼、井上瑞稀、猪狩蒼弥、高橋優斗）
- Love-tune（長妻怜央、諸星翔希、真田佑馬、安井謙太郎、萩谷慧悟、森田美勇人、阿部顯嵐）
- 鳳蘭
- 紫吹淳

### 2018年
暌違的兩年後的Dream Boys公演。於2018年9月6日 - 9月30日期間公演。HiHi Jets與7 MEN 侍首度加入演出
- 玉森裕太（Kis-My-Ft2）
- 千賀健永（Kis-My-Ft2）
- 宮田俊哉（Kis-My-Ft2）
- HiHi Jets：橋本涼、井上瑞稀、高橋優斗、豬狩蒼彌、作間龍斗
- 7 MEN 侍：菅田琳寧、中村嶺亞、本髙克樹、佐佐木大光、今野大輝、矢花黎
- 鳳蘭
- 紫吹淳

### 2019年
岸優太從玉森裕太接棒主演。於2019年9月3日 - 9月27日期間公演。
由於強尼·喜多川於2019年7月9日因病過世，瀧澤秀明接手出品人與總監位置
- 岸優太 King & Prince
- 神宮寺勇太（King & Prince）
- HiHi Jets：橋本涼、井上瑞稀、高橋優斗、豬狩蒼彌、作間龍斗
- 7 MEN 侍：中村嶺亞、佐佐木大光
- 美 少年：藤井直樹、佐藤龍我、岩崎大昇
- 鳳蘭
- 紫吹淳

### 2020年-2021年
因受到新冠肺炎疫情影響，原訂於9月的公演一度宣布終止。公演期間為2020年12月10日 - 2021年1月27日。
- 岸優太 King & Prince
- 神宮寺勇太（King & Prince）
- 7 MEN 侍：菅田琳寧、中村嶺亞、本髙克樹、佐佐木大光、今野大輝、矢花黎
- 美 少年：藤井直樹、佐藤龍我、岩崎大昇、金指一世、浮所飛貴、那須雄登
- 鳳蘭
- 紫吹淳
- 樹里咲穗

### 2021年
菊池風磨從岸優太接棒主演。公演期間為 2021年9月6日至2021年9月29日。
- 菊池風磨（Sexy Zone）
- 田中樹（SixTONES）
- 7 MEN 侍：菅田琳寧、中村嶺亞、本高克樹、佐佐木大光、今野大輝、矢花黎
- 少年忍者：川崎皇輝、北川拓實、織山尚大、黑田光輝、元木湧、安嶋秀生、内村颯太、深田龍生、檜山光成、平塚翔馬、青木滉平、豐田陸人、ヴァサイェガ渉
- 鳳蘭
- 紫吹淳

### 2022年
與去年相同，由菊池風磨主演。公演期間為2022年9月8日至9月30日。
- 菊池風磨（Sexy Zone）
- 田中樹（SixTONES）
- 7 MEN 侍：菅田琳寧、中村嶺亞、本高克樹、佐佐木大光、今野大輝、矢花黎
- 少年忍者：川崎皇輝、北川拓實、織山尚大、黑田光輝、元木湧、内村颯太、深田龍生、檜山光成、青木滉平、豐田陸人、ヴァサイェガ渉
- 鳳蘭
- 紫吹淳

### 2023年
由渡邊翔太擔任主演。公演期間為2023年9月9日至9月28日。
- 渡邊翔太（Snow Man）
- 森本慎太郎（SixTONES）
- 7 MEN 侍 : 菅田琳寧、中村嶺亞、本高克樹、佐佐木大光、今野大輝、矢花黎
- 少年忍者 : 川崎皇輝、北川拓實、織山尚大、黑田光輝、元木湧、安嶋秀生、内村颯太、深田龍生、檜山光成、青木滉平、豐田陸人、ヴァサイェガ渉
- 鳳蘭
- 紫吹淳

## 相關商品

### DVD
- DREAM BOY （2004年8月11日）
- DREAM BOYS（2006年6月28日）
- DREAM BOYS（2008年2月27日）

## 相關項目
- 傑尼斯事務所
- 瀧澤秀明
- KAT-TUN
- 關8
- Johnny's Jr.
- 帝國劇場 Dream Boys（日語）

1. スポーツ報知. . スポーツ報知. 6月15日. [永久]